# EO-Jongerendag
De EO-Jongerendag is een jaarlijks terugkerend evenement in Nederland waarbij christelijke jongeren afkomstig uit diverse kerken concerten met elkaar zingen, bidden en naar toespraken luisteren. Ook treden er christelijke artiesten uit binnen- en buitenland op. Het evenement wordt georganiseerd door de Evangelische Omroep.

## Geschiedenis
De eerste EO-Jongerendag werd gehouden in 1975 in de Martinihal in Groningen. Het was een regionaal evenement waar zo'n 1500 à 3000 bezoekers op af kwamen. Na vier andere kleinschalige jongerendagen in Arnhem, Hilversum, Leiden en Den Bosch besloot men om in 1980 te verhuizen naar de Jaarbeurs in Utrecht, om er een landelijk evenement van te maken. Het aantal deelnemers groeide de eerste jaren sterk en zodoende kwamen er in 1982 al zo'n 20.000 mensen op het evenement af. Toen de Utrechtse Jaarbeurs te klein werd voor het aantal deelnemers, werd er verhuisd naar het stadion Galgenwaard, eveneens in Utrecht, waar zo'n 30.000 mensen in pasten.
In 1998 werd de locatie wederom verplaatst, dit keer naar het nieuw opgeleverde stadion GelreDome in Arnhem, dat overdekt is en waar 35.000 mensen in kunnen. Een aantal jaren lang was het aantal bezoekers gemiddeld zo'n 30.000 tot 35.000 jongeren, waarvan de meesten tussen de 13 en de 17 jaar oud waren. Alleen in 1999 steeg het bezoekersaantal naar 50.000 jongeren, toen ter gelegenheid van het 25-jarig bestaan van de Jongerendag het evenement voor het eerst in de Amsterdam ArenA gehouden werd.
Televisiepresentator Jan van den Bosch heeft de EO-Jongerendag het langst gepresenteerd en evangelist annex tv-presentator Henk Binnendijk was het vaakst van de partij voor het houden van een preek. In 1993 nam Bert van Leeuwen de rol van presentator over, en deze droeg het op zijn beurt in 2004 weer over aan Frank van der Velde. In 2008 volgde presentator Manuel Venderbos hem op. Sinds 2015 is Joram Kaat de presentator.
Na drie jaar in Amsterdam wordt het evenement sinds 2002 weer gehouden in het kleinere GelreDome te Arnhem. Dit bracht een dalende trend in het aantal bezoekers met zich mee, zo kwamen er in 2008 zo'n 33.000 jongeren naar de Jongerendag. In 2009 had de Jongerendag een iets andere opzet: het programma begon pas om 13.00 uur, in plaats van het gebruikelijke tijdstip 10 uur. Dit om bezoekers van ver meer tijd te geven om naar Arnhem te reizen. Ook was er dat jaar meer aandacht voor workshops en andere activiteiten buiten het hoofdprogramma om. In 2010 kwamen er 32 duizend jongeren, minder bezoekers dan in 2008 maar meer dan in 2009 toen er ruim dertigduizend waren. In 2011 waren er ruim 28.500 jongeren aanwezig. In 2012 zakte het aantal bezoekers nog verder naar zo'n 26.000 jongeren. In 2015 liep het aantal terug naar 25.000 en in 2016 naar "bijna" 23.000. Cijfers over het aantal bezoekers in 2017 lopen uiteen van 16.000 volgens de gemeente Arnhem, 20.000 volgens de EO zelf en 23.000 volgens het Reformatorisch Dagblad. Het bezoekersaantal daalde in 2018 verder naar 20.000 bezoekers. Na de editie van 2018 maakte de EO bekend dat de volgende editie niet meer in het Gelredome zou plaatsvinden, maar in Rotterdam Ahoy. Op 25 mei 2019 werd de EO-Jongerendag voor het eerst gehouden in Rotterdam Ahoy, dat gevuld was met 15.000 bezoekers.
Politici van met name christelijke partijen zijn graag geziene gasten op de EO-Jongerendagen. Jan Peter Balkenende (CDA), minister-president van Nederland tussen 2002 en 2010, heeft in 2005 en 2009 een bezoek gebracht aan de EO-Jongerendag. Voormalig ChristenUnie-leider André Rouvoet was aanwezig op de Jongerendagen van 2007, 2009 en 2011. In 2005 was GroenLinks-leider Femke Halsema te zien en in 2010 vond er op de Jongerendag een Verkiezingsbattle plaats met 8 landelijke partijleiders. In 2011 was naast Rouvoet Marja van Bijsterveldt (minister van Onderwijs, Cultuur en Wetenschap) aanwezig bij de EO Jongerendag.
In 2012 had de toen 32-jarige Martin Brand de spreker van de dag moeten zijn. Hij werd echter op 3 juni 2012 (amper een week voor het evenement) na een hartstilstand in het ziekenhuis opgenomen. De voormalig leider van de jongerenafdeling van de EO, Wim Grandia, verving hem.
In 2020 en 2021 was er geen EO-Jongerendag vanwege de coronacrisis in Nederland. In 2023 tijdens de 47e editie waren er zo’n 15 duizend bezoekers.

## Kritiek
Kritiek op de Jongerendag is er ook, en dan met name vanuit de reformatorische hoek van kerkelijk Nederland. Het christelijk geloof zou tijdens de Jongerendag inhoudelijk te lichtzinnig worden voorgesteld, ondersteund door muziekstijlen (popmuziek-stijlen) die in behoudende reformatorische kringen doorgaans als verwerpelijk worden beschouwd. Toch is een aanzienlijk deel van de op de Jongerendag aanwezige jongeren afkomstig uit de reformatorische hoek. Een steekproef in 1998 gaf aan dat dit 25% was, in 2006 werd zelfs 40% genoemd.

## Incidenten rondom de EO-Jongerendag
De Evangelische Omroep bood in 1998 achteraf excuses aan nadat de omroep een fax naar het Nederlands voetbalelftal had gestuurd om hen succes te wensen tijdens het WK in Frankrijk. Een deel van de achterban van de EO heeft namelijk bezwaar tegen zondagssport of verheerlijking van sport. Bij monde van voorzitter Arie van der Veer en toenmalig directeur Andries Knevel liet de omroep weten: "Het is een onaanvaardbare vermenging tussen kerk en wereld. De EO neemt voor alle verontrusting, verontwaardiging en verdriet de schuld op zich."
De Jonge Socialisten, de jongerenorganisatie van de PvdA, diende in 2000 een klacht in bij de Commissie gelijke behandeling, omdat zij geen toestemming had gekregen om aanwezig te zijn op de infomarkt rondom het stadion, dit terwijl de jongerenorganisaties van de christelijke politieke partijen wel aanwezig mochten zijn. Na een gesprek met de Evangelische Omroep besloten de Jonge Socialisten hun klacht in te trekken.
In 2002 was er kritiek vanuit de eigen achterban, omdat de Evangelische Omroep op de info-markt rondom het stadion een kraam toeliet met informatie over homoseksualiteit. Deze kraam sloot aan bij het beleid van de EO om te streven naar meer openheid over dit onderwerp. De kritiek op de kraam richtte zich met name op het feit dat de organisatie die de kraam beheerde, de mogelijkheid voor een homoseksuele leefwijze niet uitsloot. De EO besloot daarom om vanaf 2003 een eigen stand met informatie in te richten.
In de jaren tachtig was er al eerder een rel rondom de EO-Jongerendag en homoseksualiteit, toen een groep homo-activisten het programma verstoorde door met verf te gooien. Na een korte onderbreking ging de dag echter gewoon verder.